# Kozjubynzi
Kozjubynzi (ukrainisch Коцюбинці; russisch Коцюбинцы Kozjubinzy, polnisch Kociubińce) ist ein Dorf im Rajon Hussjatyn der Oblast Ternopil im Westen der Ukraine.

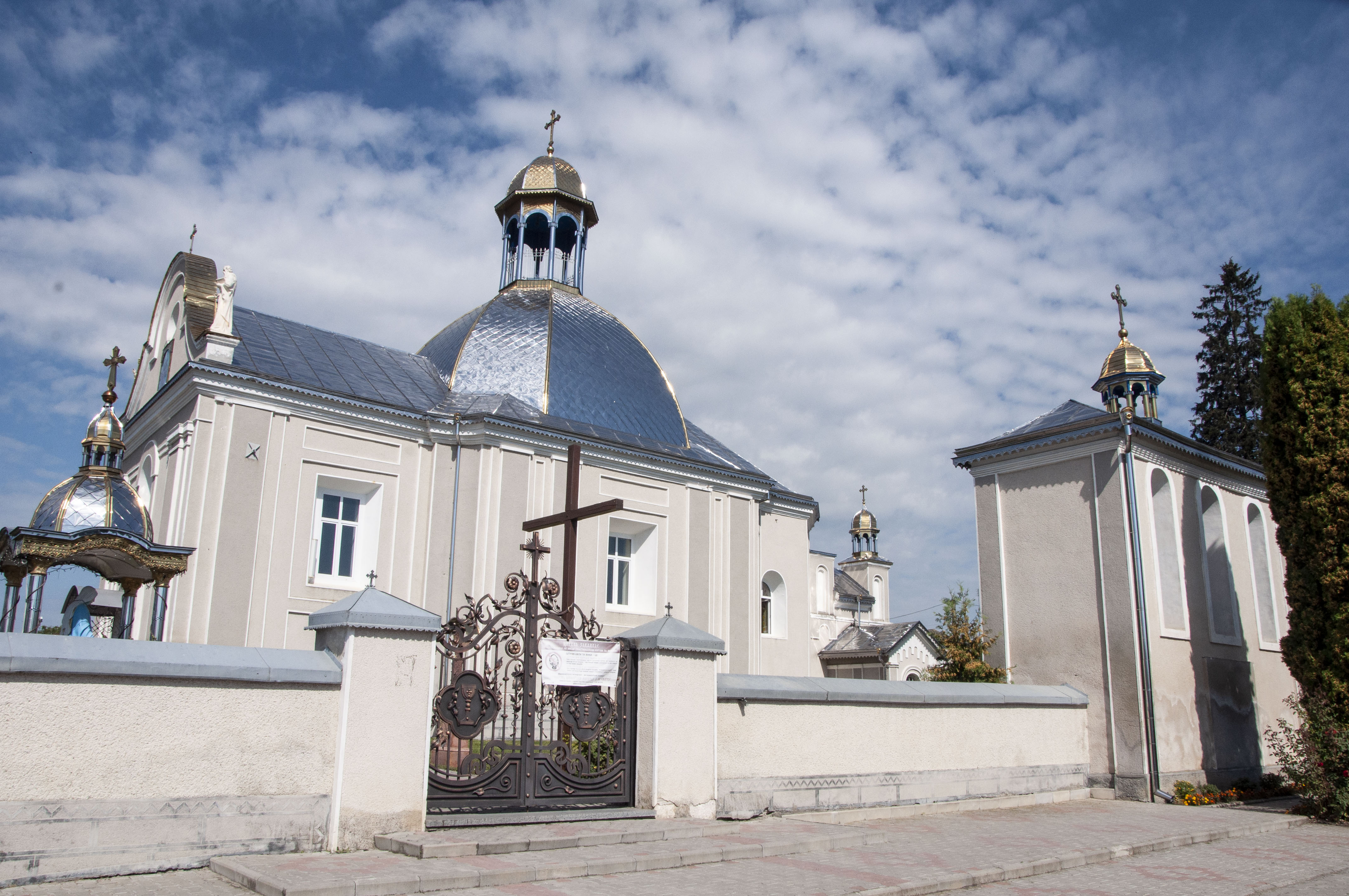
Kirche im Ort

Der Ort liegt etwa 60 Kilometer südöstlich der Oblasthauptstadt Ternopil und 16 Kilometer westlich der Rajonshauptstadt Hussjatyn am Ufer der hier zu Stauseen angestauten Nitschlawa (Нічлава).
Am 13. September 2016 wurde das Dorf zum Zentrum der neugegründeten Landgemeinde Kozjubynzi (Коцюбинська сільська громада Kozjubynska silska hromad) im Rajon Hussjatyn. Zu dieser zählten auch noch die 2 Dörfer Schabynzi (Жабинці) und Tschahari (Чагарі), vorher bildete es zusammen mit dem Dorf Tschahari die gleichnamige Landratsgemeinde Kozjubynzi (Коцюбинська сільська рада/Kozjubynska silska rada) im Süden des Rajons Hussjatyn.
Am 12. Juni 2020 wurde die Landratsgemeinde wieder aufgelöst und das Dorf ein Teil der Landgemeinde Wassylkiwzi.
Am 17. Juli 2020 wurde der Ort Teil des Rajons Tschortkiw.
Der Ort wurde 1562 zum ersten Mal erwähnt und lag zunächst in der Adelsrepublik Polen-Litauen, Woiwodschaft Podolien als Teil der Adelsrepublik Polen. Von 1772 bis 1918 gehörte er, mit Unterbrechung zwischen 1810 und 1815, als Teil des Tarnopoler Kreises an Russland abgetreten werden musste, unter seinem polnischen Namen Kociubińce zum österreichischen Galizien  (bis 1918 dann im Bezirk Husiatyn).
Nach dem Ende des Ersten Weltkrieges kam die Ortschaft zu Polen (in die Woiwodschaft Tarnopol, Powiat Kopyczyńce, Gmina Kopyczyńce), wurde im Zweiten Weltkrieg ab September 1939 von der Sowjetunion und ab Sommer 1941 bis 1944 von Deutschland besetzt. Hier wurde der Ort in den Distrikt Galizien eingegliedert.
Nach dem Ende des Krieges wurde der Ort der Sowjetunion zugeschlagen, dort kam das nunmehr Kozjubynzi genannte Dorf zur Ukrainischen SSR und ist seit 1991 ein Teil der unabhängigen Ukraine.